# Opilio serrulatus
Opilio serrulatus is een hooiwagen uit de familie echte hooiwagens (Phalangiidae).